# Lee Pil-mo
Lee Pil-mo (en hangul, 이필모) (26 de junio de 1974) es un actor surcoreano.

## Biografía
En septiembre del 2018 comenzó a salir con Seo Soo-yeon, la pareja se comprometió en diciembre del mismo año y se casaron el 9 de febrero del 2019. El 4 de abril del mismo año se anunció que la pareja estaba esperando a su primer hijo, Dam Ho a quien le dieron la bienvenida el 14 de agosto del mismo año. En febrero de 2022 la pareja anunció que estaban esperando a su segundo bebé.

## Carrera
En 2016 apareció como invitado durante el episodio 10 de la serie Another Miss Oh donde interpretó al director de sonido y el padre de Park Do-kyung durante su juventud.
En octubre de 2021 se unió al elenco recurrente de la serie The King's Affection (también conocida como "Affection") donde da vida a Ye Jong.

## Filmografía

### Series de televisión
| Año  | Título                                       | Rol               | Canal | Ref.         |
| ---- | -------------------------------------------- | ----------------- | ----- | ------------ |
| 2004 | Sister-in-Law and Brother-in-Law             | Choi Seung Woo    | KBS2  |              |
| 2004 | Best Theater "Love... Stands on the Slopes"  | Ahn Seung Woo     | MBC   |              |
| 2005 | Drama City "Everybody, Cha Cha Cha"          | Lee Dong Joon     | KBS2  |              |
| 2005 | Drama City "Go Go Wedding Night"             | Kang Bong Soo     | KBS2  |              |
| 2006 | Best Theater "The Taste of Others"           | Seo Yoo Jin       | MBC   |              |
| 2006 | The King of Headbutts                        | Doctor            | SBS   |              |
| 2006 | Drama City "Shocking Marriage"               | Jang Hyuk         | KBS2  |              |
| 2006 | Drama City "The 108 Men I've Met"            | Sung Jin Woo      | KBS2  |              |
| 2006 | As the River Flows                           | Park Jong Tae     | KBS1  |              |
| 2006 | Here Comes Ajumma                            | Shim Woo Chan     | KBS2  |              |
| 2007 | Golden Era of Daughter-in-Law                | Jo In Woo         | KBS2  |              |
| 2008 | You Are My Destiny                           | Kim Tae Young     | KBS1  |              |
| 2009 | My Too Perfect Sons                          | Song Dae Poong    | KBS2  |              |
| 2010 | The Woman Who Still Wants to Marry           | Yoon Sang Woo     | MBC   |              |
| 2010 | Kim Su-ro, The Iron King                     | Seok Tal Hae      | MBC   |              |
| 2011 | I Believe in Love                            | Kim Woo Jin       | KBS2  |              |
| 2011 | Drama Special "Guardian Angel Kim Young Goo" | Kim Young Goo     | KBS2  |              |
| 2011 | Lights and Shadows                           | Cha Soo Hyuk      | MBC   |              |
| 2014 | Emergency Couple                             | Gook Cheon Soo    | tvN   | [ 7 ]        |
| 2014 | Pinocchio                                    | Hwang Gyo Dong    | SBS   |              |
| 2015 | My Heart Twinkle Twinkle                     | Jang Soon Chul    | SBS   |              |
| 2015 | Who Are You: School 2015                     | Kim Joon Seok     | KBS2  |              |
| 2015 | Ace                                          | Ga Hyung Woo      | SBS   |              |
| 2016 | Happy Home                                   | Yoo Hyeon Ki      | MBC   |              |
| 2016 | Another Miss Oh                              | Padre de Do-kyung | tvN   |              |
| 2020 | I've Returned After One Marriage             | Lee Hyun          | KBS2  |              |
| 2021 | The King's Affection                         | Ye Jong           | KBS2  |              |
| 2023 | Destined With You                            | Jang Se-hun       | JTBC  | [ 8 ]        |
| 2025 | For Eagle Brothers                           | Oh Jang-soo       | KBS2  | [ 9 ] [ 10 ] |

### Películas
| Año  | Título                | Rol                                           |
| ---- | --------------------- | --------------------------------------------- |
| 1999 | Shiri                 | Miembro de las Fuerzas Especiales Norcoreanas |
| 2003 | Arirang               | Yoon Hyeon Gu                                 |
| 2004 | Dance with the Wind   | "Handsome"                                    |
| 2010 | Lady Daddy            | Min Kyu                                       |
| 2011 | Secrets, Objects      | Persona sin hogar                             |
| 2013 | Superman Kang Bo Sang | Kang Bo Sang                                  |

### Programas de variedades
| Año             | Título                                        | Canal   | Notas                                                |
| --------------- | --------------------------------------------- | ------- | ---------------------------------------------------- |
| 2003            | Good Night Tonight                            | MBC     |                                                      |
| 2009            | Sang Sang Plus (Temp. 2)                      | KBS 2TV | Invitado (episodio 216)                              |
| 2009            | Happy Together                                | KBS 2TV | Invitado (episodio 92)                               |
| 2009            | Ya Shim Man Man - Season 2: Celebrity Village | SBS     | Invitado (episodios 26-27)                           |
| 2013            | Travel the World: Salaam in Morocco           | MBC     |                                                      |
| 2013            | Law of the Jungle in New Zealand              | SBS     | Elenco principal (ep. 51-60)                         |
| 2014            | Answer Me with a Song                         | tvN     |                                                      |
| 2015            | King of Mask Singer                           | MBC     | participó como "Blingbling! Happy New Year" (ep. 39) |
| 2018 - presente | It’s Dangerous Beyond The Blankets            | MBC     | miembro                                              |

## Teatro
| Año       | Título                        | Rol                     |
| --------- | ----------------------------- | ----------------------- |
| 2003      | The Last Empress              |                         |
| 2003      | Oedipus                       |                         |
| 2003      | Nunsense A-Men                |                         |
| 2003      | Strider                       |                         |
| 2003      | Dancing Dawn                  |                         |
| 2003      | Lulu                          |                         |
| 2003      | La ópera de los tres centavos |                         |
| 2004      | Two Men                       |                         |
| 2004      | Sunday Seoul                  |                         |
| 2008-2009 | Really Really Like You        | Kang Jin Young          |
| 2009      | Namhansanseong                | Oh Dal Je               |
| 2013-2014 | The Sound of Music            | Capitán Georg von Trapp |

## Premios y nominaciones
| Año  | Premiación                     | Categoría                                     | Trabajo nominado                                 | Resultado |
| ---- | ------------------------------ | --------------------------------------------- | ------------------------------------------------ | --------- |
| 2007 | KBS Drama Awards               | Mejor actor de reparto                        | Golden Era of Daughter-in-Law                    | Ganador   |
| 2007 | KBS Drama Awards               | Mejor nuevo actor                             | Golden Era of Daughter in Law, Here Comes Ajumma | Nominado  |
| 2008 | KBS Drama Awards               | Premio a la Excelencia, Actor en drama diario | You Are My Destiny                               | Ganador   |
| 2009 | 7th Korea Visual Arts Festival | Premio fotogénico, Actor de TV                | My Too Perfect Sons                              | Ganador   |
| 2009 | KBS Drama Awards               | Premio a la Excelencia, Actor en Drama Serial | My Too Perfect Sons                              | Nominado  |
| 2009 | KBS Drama Awards               | Mejor pareja con Yoo Sun                      | My Too Perfect Sons                              | Ganador   |
| 2012 | MBC Drama Awards               | Premio a la Excelencia, Actor Drama Especial  | Lights and Shadows                               | Nominado  |